# 吸入麻酔薬
吸入麻酔薬（きゅうにゅうますいやく）は、呼吸器から吸収され作用を発現する麻酔薬である。主に呼吸器から排出される。現在存在する吸入麻酔薬はすべて全身麻酔薬である。
笑気以外は標準状態で液体であり、使用するには専用の気化器が必要である。また揮発させて使用することから揮発性麻酔薬と呼ばれる。

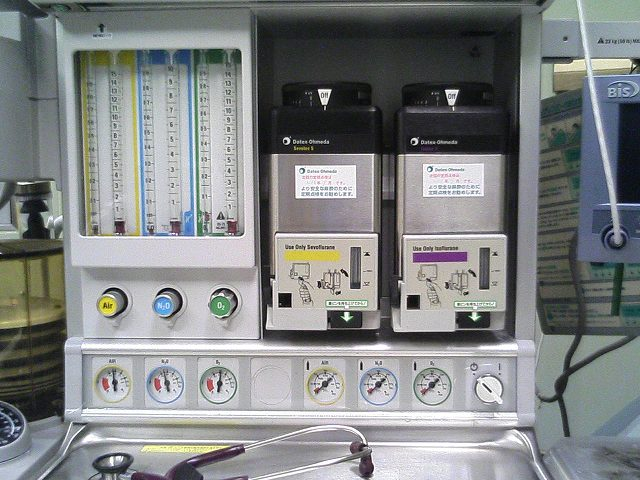
セボフルランの気化器とイソフルランの気化器

## 吸入麻酔薬の種類
歴史については麻酔#歴史を参照。

### 現在主に使用されているもの
- 亜酸化窒素（笑気ガス）
- セボフルラン
- イソフルラン
- デスフルラン

### 過去に主流であったもの・日本で使用されていないもの
- ハロタン: 肝毒性のため使われなくなった[1]。
- エンフルラン: 代謝産物の腎毒性や痙攣誘発作用のために廃れた[2]。
- ジエチルエーテル: 引火性、刺激臭、導入・覚醒の遅さのために廃れた[3]。
- クロロホルム: 不整脈、肝毒性、腎毒性のために廃れた[3]。
- シクロプロパン: 引火性のため使われなくなった[4]。
- フルロキセン: 臓器毒性や引火性のため使われなくなった[5]。
- メトキシフルラン: 腎毒性のため使われなくなった[1]。

## 吸入麻酔薬の特徴
肺から吸入され、血液を介し脳へ作用するのが吸入麻酔である。吸入濃度、肺胞濃度、血中濃度という順に変化するため、即効性の静脈麻酔薬に比べると麻酔導入が遅い。しかし、人工呼吸器を用いる場合は管理が非常に簡単なので麻酔維持によく用いられる。現在、小児など特別な麻酔を除き、導入は静脈麻酔薬で行われることが多い。

## 吸入麻酔薬使用の実際
映画等の誘拐シーンでは「白い布を口と鼻に当てると気体を吸い込んで眠ってしまう」というイメージで描かれているが、現実には困難である。実際には全身麻酔を導入するときに吸入麻酔薬を用いると眠りに落ちるまで時間がかかること、その間体動がおこることなどの理由で通常はこのような方法は採らない。そのかわり静脈から麻酔薬を投与し吸入麻酔薬は手術中の麻酔維持に用いられることが多い。点滴に協力的でない小児の麻酔導入には吸入麻酔薬が用いられる。
手術中は酸素に混合して投与される。亜酸化窒素は麻酔作用が弱いので単独で全身麻酔に用いることはできない。

## 導入速度に影響を与える因子

### 肺胞換気量
ガスを吸入できる量のことになるので大きいほど導入は早くなる。

### 機能的残気量
肺内に含まれる空気の量になるので大きいほど導入は遅くなる。肥満者、妊産婦、仰臥位では横隔膜が挙上し、機能的残気量が減少するため導入が早いと考えられる。

### 換気血流分布の不均等
肺気腫、気管支喘息、無気肺の患者では血流への麻酔薬の移行が遅れるといわれている。

### 心拍出量
心拍出量が多いと肺胞内濃度が上がりにくく、濃度勾配が作りにくく導入が遅くなると考えられている。

### 血液/ガス分配係数
血液/ガス分配係数とは、血液/37℃、760mmHgにおいて血液1mlに溶ける麻酔ガスの量（ml）のことである。小さいほど血液に溶けにくく、導入と覚醒が速い。

### 二次ガス効果
二次ガス効果とは血液/ガス分配係数の低いガスを併用すると併用されている吸入麻酔薬の肺胞内濃度が上昇し吸収が速くなる現象のことである。これは吸収の速いガスが肺胞から吸収された結果、他のガスが肺内に補充されるためにおこると考えられている。例えば、笑気とデスフルランを併用すると、笑気を用いない場合に比べてデスフルランの肺胞濃度上昇が速まることが実証されている。

## 吸入麻酔薬を特徴づけるパラメータ

### 最小肺胞内濃度（MAC）
最小肺胞内濃度とは、1気圧下で100人に皮膚切開を加えて、このうち50人が体動を示さない吸入麻酔薬の肺胞濃度。鎮痛作用とは相関しない。およそ1.3MACで95％の人で体動を示さないといわれている。これをAD95ということもある。脂溶性の高い物質ほどMACが低い傾向がある。

### 最小肺胞内濃度（MACawake）
麻酔覚醒時に1気圧下で100人に呼名応答・自発開眼を試し、このうち50人が応答・開眼を示す吸入麻酔薬の肺胞濃度。

## 吸入麻酔薬の利点
吸入麻酔薬の麻酔標的部位への結合はvan der Waals力による分子間力であるため、結合・解離が可逆的である。
肺から血中に直接吸収排出されるため血中濃度が臓器代謝に影響されにくく麻酔導入・覚醒が確実。
麻酔ガスの呼気終末肺胞濃度の測定から血中濃度が推定でき、標的臓器での麻酔薬濃度を確実にコントロールできる。

## 吸入麻酔薬の問題点

### 麻酔余剰ガス
麻酔器のAPL弁(Adjustable Pressure Limit Valve)より流出するガスを余剰ガスと総称するが、揮発性麻酔ガスを使用する全身麻酔を行った場合、その排泄機構が十分であったとしても、導入時のマスク換気下に亜酸化窒素、揮発性麻酔ガスを使用すれば人体曝露は避けられない。また、亜酸化窒素は二酸化炭素を上回る赤外線保持能力を有し、地球温暖化への影響がある。
日本では、吸入麻酔薬による全身麻酔の歴史が長く、現在でも多数の施設で日常的に行われている。人体曝露による影響について好ましくないと多くの手術室勤務者が認識しているにもかかわらず、積極的な改善策が講じられてきていないのが現状である。
余剰ガスが及ぼす人体への影響については、現在でも明確ではない。これは、その調査がアンケートによってしか行われていないためであり、そのデータが必ずしも正確ではないためである。動物実験から得られる結果が、そのまま人体への影響とはならないため、結果に相違が生じるのである。しかしながら、この重大事に対して研究、調査は進行してきている。

### 産科的問題
1967年のVaismanらの調査では、約300名の麻酔科医のうち、その80％以上で頭痛、睡眠障害を訴えた。また31例の妊娠中18例という高率で流産をきたしたという。以来、多くの調査が行われてきているが、最も代表的なものは、米国麻酔科学会特別委員会の報告である。この調査の中で、49,585名の手術室勤務者と対照の23,911名の医療従事者とでアンケート調査が行われた。この調査では、初期妊娠時に余剰ガスに曝露された女性の麻酔科医や手術室勤務の看護師では、それぞれ対照に比べ、流産の危険が1.3～2.0倍に増大することが示された。以後も知見を見出すための努力は続けられているが、その研究過程にバイアスが多く、この調査を支持する結果は得られていない。

### 精神反応的問題
高濃度の麻酔ガスを吸入することで脳波は徐派を示すことから、人間の思考回路に影響を与えることは確実である、それは例えば「眠い」「だるい」といった状態を促し、判断力や思考速度の低下をきたすことは容易に想像できる。では、低濃度の曝露をうける医療従事者においてはどうであろうか。40名のボランティアで、500ppmの亜酸化窒素、15ppmのハロタンを4時間吸入し、視聴覚の反応性を観察した研究がある。この結果、反応性は低下することが示された。また、この筆者はその後も研究を続け、より低濃度の吸入麻酔ガスでも同様の結果となると結論づけた。一方で、麻酔科医、手術室看護師を対象とした研究では、反応性や目的に対する遂行能力は低下しないとする報告もある。このことから低濃度の麻酔ガスでは、これら人間の能力は低下しない可能性と、長期曝露下では耐性が生じる可能性の2通りの解釈が得られる。
これらの問題点を持たない全身麻酔の方法として、'完全静脈麻酔' (TIVA) がある。

## 吸入麻酔薬の各論

### ガス麻酔薬

#### 亜酸化窒素（笑気）
現在用いられている唯一のガス麻酔薬である。常温でガスであるので、気化器は不要である。呼吸、循環に対する作用は乏しいが長期連用（3日位）で骨髄抑制が起こることが知られている。MACが105と高値であり、麻酔作用は弱いものの、血液/ガス分配係数は極めて小さく導入は極めて早い。鎮痛作用は強く、無痛分娩、歯科麻酔への適応がある。通常、単独で麻酔をかけることはできないので、他の麻酔薬と組み合わせて用いる。50％程度の濃度で用いて手術終了まで投与を続ける。近年は亜酸化窒素不要論が展開されている。その根拠は2次ガス効果の存在までも否定する意見が近年出つつあるからである。環境での半減期は１３０年程度。

##### 閉鎖腔に対する効果
体内の窒素と置換されて麻酔作用を持つと考えられている。体内に閉鎖腔が存在すると窒素より亜酸化窒素の方が拡散が速いため閉鎖腔の拡大を招く。イレウスや気胸、副鼻腔炎、中耳炎などでは注意して用いる必要がある。

##### 拡散性低酸素症
亜酸化窒素による麻酔終了時、大量の亜酸化窒素が肺胞内に出てくることで肺胞内酸素分圧が低下する。そのため亜酸化窒素終了後は5分以上の純酸素投与が必要と考えられている。

#### キセノン
血液/ガス分配係数は0.47、環境負荷はほぼないとされる。商業化には失敗した。

### 揮発性麻酔薬

#### エーテル
物質名としてはジエチルエーテルであるが、慣習的にエーテルといわれる。爆発性があるため、引火原となる電気メスと併用ができないため現在は用いることがない吸入麻酔薬である。逆に電気メスといった器具が登場する以前は、愛用する医師が多かった。血圧、脳圧の上昇、血糖値の上昇といった交感神経刺激作用があるものの不整脈は起こしにくい。気管支拡張作用はあるものの気道刺激性が強く喉頭痙攣をおこすことがある。非脱分極性筋弛緩薬の作用を増強することが知られている。クロロホルムと同様、ドラマでハンカチにしみこませて意識を失わせるという場面で登場するが、他の吸入麻酔薬と同様、導入は遅いためそのような使い方はできない。現在は実験動物の麻酔で用いられるくらいである。

#### ハロタン
クロロホルムをリードとするハロゲンを導入した爆発性のない吸入麻酔薬である。ハロゲンを含有する揮発性麻酔薬は循環式麻酔において強塩基性の二酸化炭素吸収材（ソーダライム、バラライム等）との反応性に留意する必要がある。また、肝毒性が問題になりやすく、ハロタンもハロタン肝炎と呼ばれる肝毒性が知られることとなり、使用されなくなった。気管支拡張作用が吸入麻酔薬の中で最も高い。アドレナリンとの併用によって不整脈が起こることが知られている。また悪性高熱症の発生頻度が多いことも知られている。　　

#### メトキシフルラン
非爆発性のエーテルと形容された吸入麻酔薬である。非爆発性であるため電気メスとの併用が可能であり大いに期待された麻酔薬であったが腎毒性が明らかとなり発売中止となった。

#### エンフルラン
ハロタンとよく似た性質をもち、肝毒性を克服した吸入麻酔薬である。イソフルラン、セボフルランの出現で使用されなくなった。非脱分極性筋弛緩薬の増強作用だけでなく、単独でも他の揮発性麻酔薬に比べて強い筋弛緩作用をもつ。

#### イソフルラン
エンフルランの構造異性体であり、エンフルラン同様、ハロタンの欠点を補うようにデザインされた吸入麻酔薬である。血液/ガス分配係数が高く、また刺激臭を有するため導入には使いづらい。麻酔維持の目的で亜酸化窒素併用下で0.5～1.5％で用いられることが多かった。脳圧、脳代謝抑制作用を持つため、脳神経外科の領域で使われることが多かったが、近年は覚醒が速やかで手術後の神経学的評価のしやすさに優れるセボフルランやデスフルランに取って代わられつつある。ハロタンと比べ、肝毒性は極めて低くなったものの肝障害の患者には使わない方が良いとされている。ハロタン同様に悪性高熱症をおこすことがあるといわれている。頻脈をおこすことがセボフルランと対照的である。

#### セボフルラン
イソフルランよりも、導入が早く、覚醒も早い。血液/ガス分配係数は0.63であり、亜酸化窒素の0.47にかなり近い。エンフルランより強い筋弛緩薬の増強作用をもち、気管支拡張作用を持つため、気管支喘息の患者にも使いやすい。一部が麻酔回路中のソーダライム（ソーダ石灰）と反応し腎障害をおこすとされているコンパウンドAを生成することが知られている。このため腎障害の患者には使わない方が良いとされて来たが、二酸化炭素吸収剤の改良により、現在はほとんど問題は無いとされる。イソフルランのような刺激臭もなく、導入にも維持にも用いることができる。刺激の少なさと合わせて、小児領域の麻酔では非常に好まれる。徐脈をおこすことがイソフルランと対照的である。環境での分解半減期は1.1年程度。

#### デスフルラン
欧米に遅れて2011年より日本でも使用可能となった吸入麻酔薬である。血液/ガス分配係数は0.42で亜酸化窒素よりも低い。沸点が24度。セボフルランよりも覚醒が速い。長時間継続使用しても、覚醒が遅くなることはない。覚醒後の喉頭・咽頭反射の回復が速い。ソーダライムとの反応はほとんどない。気道刺激が強く、麻酔導入には向かない。半減期14年、環境負荷大きい。閉鎖麻酔、極低流量麻酔により環境負荷を減らして使用することが望ましい。